# ادی آلن
ادی آلن (انگلیسی: Eddie Allen؛ زادهٔ ۱۲ ژوئیهٔ ۱۹۵۷) موزیسین جاز اهل ایالات متحده آمریکا است.